# Arm & Hammer Park
Le Arm & Hammer Park, anciennement Mercer County Waterfront Park, est un stade de baseball, d'une capacité de 6341 places, situé à Trenton, capitale de l'État du New Jersey, aux États-Unis. Il est depuis son inauguration en 1994 le domicile du Thunder de Trenton, club professionnel de niveau AA, affilié aux Yankees de New York et évoluant en Ligue Eastern.
Le stade est rebaptisé Arm & Hammer Park en 2012, du nom de la marque américaine de produits d'hygiène et d'entretien Arm & Hammer.